# Hermes Ludovisi
Hermes Ludovisi és una escultura hel·lenística del déu Hermes en la seva forma d'Hermes Psicopomp («guia de l'ànima»). Està realitzada en marbre itàlic i és una còpia romana del segle I segons un bronze original del segle V aC. i que tradicionalment s'ha atribuït al jove Fídies.
Trobat a Anzio, va ser adquirit per a la col·lecció Ludovisi i actualment es mostra en el Museu Nacional Romà (Roma).